# 渡邊昌紀
渡邊 昌紀（わたなべ まさき、1989年9月7日 - ）は、日本のラグビー選手。

## プロフィール
- 山梨県富士河口湖町出身。
- ポジションはウィング(WTB)。
- 身長 175cm、体重 80kg
- ニックネームはなべ。
- 7人制日本代表に選ばれている。

## 略歴
小学3年生でラグビーを始めた。
2008年、桂高校卒業後、関東学院大学に入る。
2012年、関東学院大学卒業後、リコーブラックラムズ(現・リコーブラックラムズ東京)に加入。同年9月1日に行われたジャパンラグビートップリーグ第1節のパナソニック ワイルドナイツ戦に先発出場で公式戦初出場を果たす。 
2014年に行われたアジア大会では7人制日本代表として金メダル獲得に貢献。
2020年、リコーブラックラムズ東京を退団した。